# Georges Brosselin
Georges Brosselin, né le 30 mai 1874 à Paris et mort le 3 mars 1940 à Étiolles, est un joueur français de tennis.
Il est le fils de Pierre-Gustave Brosselin, commandeur de la Légion d'honneur, ingénieur et vice-président du Conseil général des ponts et chaussées entre 1898 et 1902.
En 1893, il est champion interscolaire de double, représentant le Lycée Condorcet. Il a été finaliste à deux reprises du championnat de France en simple, chaque fois contre André Vacherot, en 1894 et en 1896, et vainqueur en double en 1894 avec M. Lesage.